# گونتر زکورا

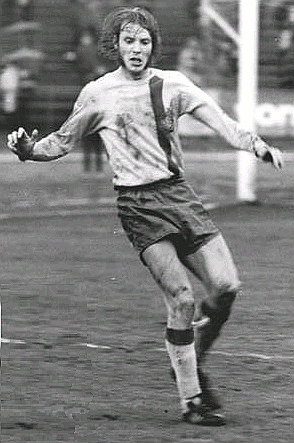
گونتر زکورا

گونتر زکورا (به آلمانی: Gunter Sekora) بازیکن فوتبال و هافبک اهل آلمان شرقی بود که از سال ۱۹۸۰ میلادی عضو تیم ملی فوتبال آلمان شرقی بوده‌است. وی در ۱ بازی ملی حضور داشته و در بازی‌های ملی‌اش گلی به ثمر نرساند. گونتر زکورا آخرین بازی ملی خود را در سال ۱۹۸۰ میلادی انجام داد.